# Lestodiplosis marini
Lestodiplosis marini är en tvåvingeart som först beskrevs av Tavares 1919.  Lestodiplosis marini ingår i släktet Lestodiplosis och familjen gallmyggor.
Artens utbredningsområde är Spanien. Inga underarter finns listade i Catalogue of Life.